# 免疫球蛋白类型转换

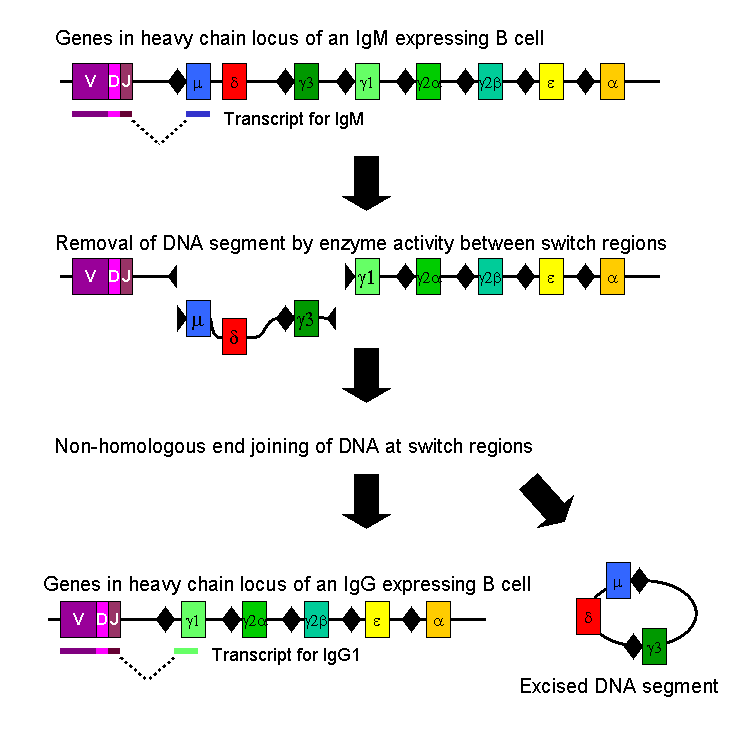
通过重组使得活化的B细胞可以进行种型转换。

免疫球蛋白类型转换（又称为种型转换，种型交换，或者类型转换重组（英文简写CSR））是一种可以使得B细胞所生产的抗体从一种类型转变成另一种类型（例如从IgM转换成IgG）的生物学机制。在这一过程中，抗体重链中的恒定区会被改变，但重链的可变区则保持不变。所谓可变区与恒定区，是指针对不同抗原表位特异的抗体之间的变化与不变的部分。由于可变区不变，类型转换并不会影响抗体的抗原特异性。与此相反，抗体对相同的抗原保持亲和力，却得以和不同的效应器分子互相作用。

## 机制
成熟B细胞在通过跨膜抗体分子（称为B细胞受體）活化之后，就可以类型转换来产生不同类型的抗体。这些抗体的可变区与未成熟时期通过V(D)J重组过程所选择的抗体可变区完全相同，而重链的恒定区则有所不同。
原始的成熟B细胞生产IgM和IgD这两种抗体，免疫球蛋白基因座的头两个重链片段即生产这两者。经过抗原激活的B细胞会发生增殖，这些激活且增殖的B细胞，如果通过CD40受器和细胞因子受器捕获到特定的分子信号时（均由T辅助细胞调节），将会发生类型转换以生产IgG、IgA或者IgE抗体当中的其中一种。由于只是改变了恒定区而没有改变可变区，因此原有的抗原亲和力并没有发生变化。因此，这可以允许增值后的细胞后代，分别生产针对相同抗原的不同种型或亚型（例如IgG1和IgG2）的抗体。
重链外显子的顺序如下：
- μ - IgM
- δ - IgD
- γ3 - IgG3
- γ1 - IgG1
- 类似ε基因的伪基因，该基因并不被真正使用
- α1 - IgA1
- γ2 - IgG2
- γ4 - IgG4
- ε - IgE
- α2 - IgA2 [來源請求]

类型转换是通过一种叫做类型转换重组（CSR）绑定的机制来实现的。所谓类型转换重组，是一种生化机制。在这一过程当中，抗体重链基因座当中的一部分会被摘除出染色体之外，而被摘除部分附近的基因片段会被重新接合在一起，形成了可以生产另一种种型的有效抗体功能基因。双链断裂会发生在成为转换区（switch sequence轉換序列、S区）的特定核苷酸基序上，位于编码抗体重链恒定区的基因上游。除了δ链之外，其它类型的外显子都可能会发生该过程。DNA会在一系列酶，包括如活化诱导（胞苷）脱氨酶（AID）、尿嘧啶糖苷酶以及脱嘌呤嘧啶内切核酸酶的作用下，在两个被选择的S区点上被掐断。在这两点之间的DNA会从染色体中移除，通过这种方式，可以把不想要的重链恒定区外显子μ或δ去除，然后通过一个称为非同源性末端接合的过程连接断裂开的编码可变区的V(D)J重组段，以及后续的某种类型恒定区的DNA两端，这样就可以生产不同类型的抗体了。在没有成功实施非同源性末端接合时，DNA的重新结合将可能使用另一种有偏路径，称为微同源末端接合。除了μ和δ可同时表达这种特殊情况之外，B细胞只会在同一时间表达其中一种抗体类型。

## 负责类型转换的细胞因子
T细胞的细胞因子负责引发类型转换，如下表1现实的是这些因子所引起的小鼠类型转换情况，表2则为人类的情况
。需要注意的是，细胞因子可能会对IgM的生产起到抑制作用。
| T细胞 | 细胞因子 | 免疫球蛋白类型 | 免疫球蛋白类型 | 免疫球蛋白类型 | 免疫球蛋白类型 | 免疫球蛋白类型 | 免疫球蛋白类型 |
| T细胞 | 细胞因子 | IgG1           | IgG2a          | IgG2b          | IgG3           | IgA            | IgE            |
| ----- | -------- | -------------- | -------------- | -------------- | -------------- | -------------- | -------------- |
| Th2   | IL-4     | ↑              | ↓              | ↓              | ↓              | ↓              | ↑              |
| Th2   | IL-5     |                |                |                |                | ↑              |                |
| Th1   | IFNγ     | ↓              | ↑              | ↓              | ↓              | ↓              | ↓              |
| Treg  | TGFβ     |                |                | ↑              | ↓              | ↑              |                |

| T细胞 | 细胞因子 | 免疫球蛋白类型 | 免疫球蛋白类型 | 免疫球蛋白类型 | 免疫球蛋白类型 | 免疫球蛋白类型 | 免疫球蛋白类型 |
| T细胞 | 细胞因子 | IgG1           | IgG2           | IgG3           | IgG4           | IgA            | IgE            |
| ----- | -------- | -------------- | -------------- | -------------- | -------------- | -------------- | -------------- |
| Th2   | IL-4     |                |                |                | ↑              |                | ↑              |
| Th2   | IL-5     |                |                |                |                | ↑              |                |
| Th1   | IFNγ     |                |                |                |                |                |                |
| Treg  | TGFβ     |                |                |                |                | ↑              |                |